# Langzaam sneller gaan
Langzaam sneller gaan is een single van de Nederlandse zanger Nico Haak uit 1978.

## Achtergrond
Langzaam sneller gaan is geschreven door A. Lopikerwaard, Nico Haak en Peter Koelewijn en geproduceerd door Koelewijn. Het is een nederpopnummer dat gaat over een fietstocht op een tandem. Het nummer was het themalied in de aflevering Nico Haak in Benidorm van het programma Express naar de zon van TROS uit 1978. De B-kant van het nummer was Ik ben de jongen met de donkerbruine stem, welke op het album Haak is de naam is te vinden.

## Hitnoteringen
Het lied had enkel hitnoteringen in Nederlands taalgebied. De hoogste piekpositie was in de Nationale Hitparade, waar het to de achttiende plaats kwam in de zes weken dat het in de lijst was te vinden. Het stond een weekje korter in de Top 40 en drie plaatsen lager dan in de Nationale Hitparade. Daarnaast stond het lied twee weken in de Vlaamse Ultratop 50, waar het tot de 24e plaats kwam.